# Geschiedenis van het economisch denken
De geschiedenis van het economisch denken (ook wel de geschiedenis van de economie) betreft de ontwikkeling van de economie als wetenschappelijke discipline en gaat onder meer over de verschillende denkers en theorieën op het gebied van politieke economie en economie van de oudheid tot heden. Alhoewel de Britse filosoof Adam Smith vaak wordt gezien als de grondlegger van de economie, bouwen zijn ideeën op een substantiële hoeveelheid werk van zijn voorgangers in de 18e eeuw. Deze hebben zich op hun beurt beroepen op eeuwenoude wijsheden en het toepassen ervan op moderne omstandigheden.

## Algemene inleiding

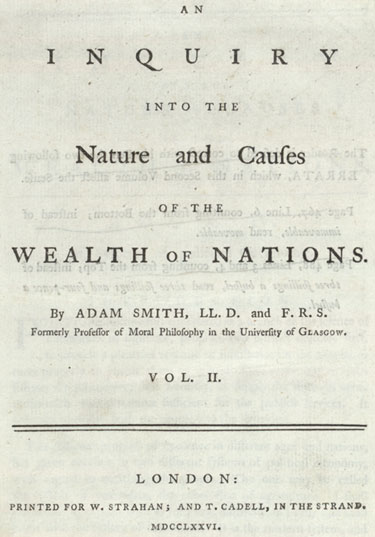
The Wealth of Nations van Adam Smith wordt over het algemeen gezien als het eerste moderne werk op het gebied van economie

Economie werd pas op het einde van de 18e eeuw gezien als een apart academisch veld. Niettemin boog Aristoteles, de Griekse filosoof, zich reeds over de "kunst" van het vergaren van rijkdom, en de vraag of bezit het best in particuliere dan wel publieke handen kon zijn, meer bepaald in zijn werken over politiek en ethiek. Tijdens de middeleeuwen stelden filosofen zoals Thomas van Aquino dat het de morele verplichting was van bedrijven om producten te verkopen tegen eerlijke prijzen. Het economisch denken ontwikkelde zich via het feodalisme in de middeleeuwen naar de mercantilistische theorie tijdens de renaissance, toen mensen handelspolitiek in dienst stelden van het nationaal belang. De moderne politieke economie van Adam Smith kwam op tijdens de industriële revolutie, toen voorheen onvoorziene technologische ontwikkelingen, wereldwijde ontdekkingen, en materiële rijkdom een feit werden. Veranderingen in het economisch denken gingen steeds hand in hand met verandering in de maatschappij, maar leiden evengoed tot vernieuwingen in het economisch beleid.
In navolging van Adam Smiths The Wealth of Nations, analyseerden klassieke economen zoals David Ricardo en John Stuart Mill de manieren waarop de grondbezitters, kapitalisten, en de werkende klasse nationale rijkdom produceerden en verdeelden. Te midden van de Londense achterstandswijken verwierp Karl Marx het exploitatieve en ontvreemdende kapitalistische systeem dat hij om zich heen zag, alvorens de neoklassieke economen in het nieuwe imperialistische tijdperk een positieve, wiskundige en wetenschappelijke fundering probeerde te leggen voor de economie. Na de Tweede Wereldoorlog leidde John Maynard Keynes een reactie tegen de terughoudendheid van de overheid in de economie en bepleitte een interventioneel fiscaal beleid om de economische vraag, groei en voorspoed te stimuleren. Maar in een wereld verdeeld tussen de kapitalistische eerste wereld, de communistische tweede wereld en de arme derde wereld, hield de naoorlogse consensus geen stand. Mensen als Milton Friedman en Friedrich von Hayek inspireerden Westerse leiders met hun waarschuwing voor de The Road to Serfdom en socialisme, en focusten hun theorie op wat kon worden bereikt met een beter monetair beleid en deregulatie. Dit werd in de jaren tachtig voor een groot deel overgenomen door het beleid maar werd al snel uitgedaagd door ontwikkelingseconomen zoals Amartya Sen en informatie economen zoals Joseph Stiglitz die nieuw licht lieten schijnen op het economisch denken van de 21e eeuw.

## Antikiteit
Een vroeg bekend werk over economische principes is de Arthashastra van Chanakya (ca. 350-283 v.Chr.), in het oude India. Nog eerder dan Chanakya debatteerden in het oude Griekenland de filosofen Socrates (ca. 470-399 v.Chr.) en Plato (ca. 425-347 v.Chr.) over het natuurlijke proces van specialisatie van arbeid en productie in de Staat (Politeia). Plato's leerling, Aristoteles, verdiepte de discussie vanuit het gezichtspunt van een slaaf die de maatschappij bezit, maar ook vanuit een stadstaat die een primitieve democratie tot stand brengt. Hij analyseerde uitgaven van huishoudens, markttransacties, en de motivaties voor menselijke acties. Aristoteles sprak, zoals tot voor kort werd gedaan, over "economische" onderwerpen als onderdeel van politiek, rechtvaardigheid en ethiek. Na de ineenstorting van de klassieke wereld en het einde van het Romeinse Rijk, raakte Europa in de schaduw van de vroege middeleeuwen en verminderde de economische discussie. De middeleeuwen waren zeer religieus en zagen de opkomst van het feodale stelsel. Nieuwe tekenen van ontwikkeling werden gevonden in de groei van de handel op het continent en de ontwikkeling van het lex mercatoria. Velen waren bang dat economische veranderingen de oude morele orde in gevaar zouden brengen, dit komt mooi tot uiting in de Parabel van de Monnik. Dit verhaal illustreert de spanning tussen de oude opvattingen en de nieuwe, steeds commerciëlere, wereld.

### Aristoteles

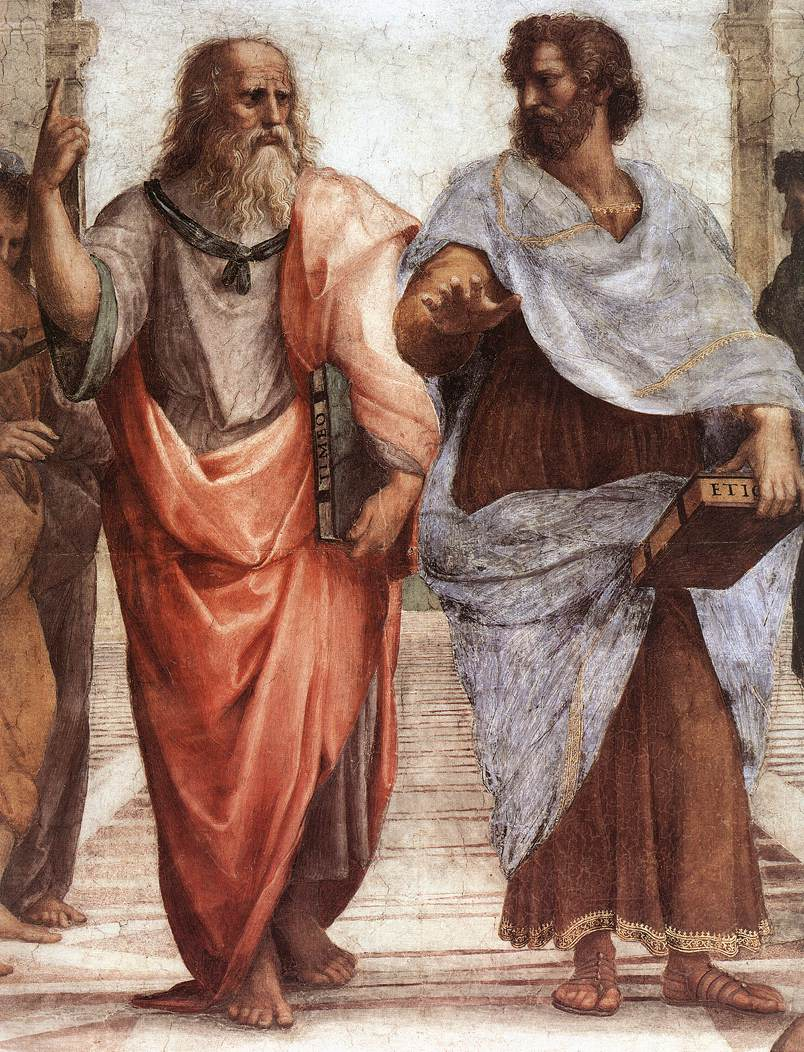
Plato en zijn leerling Aristoteles (detail van Rafaëls fresco De Atheense school, Vaticaan, 1509).

Het woord economie gaat terug op het Griekse oikonomia, "huishoudkunde", dat al door de filosoof Aristoteles (4e eeuw v.C.) gebruikt werd. Voor Aristoteles omvatte de oikonomia echter alleen de productieve en consumptieve processen in het huishouden of in de polis. Net als zijn leermeester Plato onderscheidde Aristoteles de oikonomia van de chrematistiek, de kunst van het vergaren van geld door handel, en net als Plato beschouwde hij de eerste als natuurlijk, de tweede als onnatuurlijk.

In zijn Politika (ca. 350 v.Chr.) analyseerde Aristoteles verschillende voorbeelden van een staat (monarchie, aristocratie, constitutionele regering; tirannie, oligarchie, democratie), gedeeltelijk als kritiek op Plato's boek De Republiek. Waar Plato van mening is dat een staat bestuurd moet worden door een goed opgeleide klasse van "filosoof-koningen", speciaal getraind in het bestuur van het land en gebaseerd op het gemeenschappelijke bezit van bronnen en grondstoffen, ziet Aristoteles dit als een oligarchisch anathema. In Politika, Boek II, Deel V, zegt hij dat,
"Bezit zou op een bepaalde manier gemeenschappelijk moeten zijn, maar, in de algemene regel, privaat; want, wanneer iedereen een verschillende interesse heeft, zullen mensen niet klagen over elkaar, en zal er meer progressie zijn, aangezien iedereen zijn eigen zaken waarneemt.. En bovendien, is er het grootste genot in het doen van vriendelijkheid of een dienst aan vrienden, gasten of metgezellen, iets wat alleen kan als een man privaat bezit heeft. Deze voordelen gaan verloren bij een te ver doorgevoerde unificatie van de staat."
Alhoewel Aristoteles zeker van mening was dat veel zaken gemeenschappelijk zouden moeten zijn, was hij toch ook van mening dat dit niet bij alles kon, simpelweg vanwege de "inherente slechtheid van de mens". "Het is duidelijk dat bezit privaat beter privaat kan zijne," schreef Aristoteles, "maar het gebruik ervan is gemeenschappelijk; en het is de speciale zaak van de wetgevende macht om in de mens dit goede uitgangspunt te creëren." In Politika Boek I, behandelt Aristoteles het algemene karakter van huishoudens en marktwisselingen. Volgens hem is er een zekere "kunst van vergaring" of "rijkdomvergaring". "Van alles wat we bezitten," schrijft Aristoteles, als voorbode van Karl Marx' theorie van gebruik- en wisselwaarde, "zijn er twee gebruiken ... een schoen wordt gebruikt om te dragen, en wordt gebruikt om mee te handelen." Geld zelf heeft alleen het doel middel van handel en betaling te zijn, wat betekent dat op zichzelf het "waardeloos is ... onbruikbaar als middel voor de noodzaken van het leven". Desalniettemin, zegt Aristoteles, omdat het geld als "instrument" hetzelfde is, zijn veel mensen geobsedeerd door het simpelweg opeenhopen van geld. "Rijkdomvergaring" voor je huishouden is "nodig en eervol", terwijl handel en verkoop voor het simpelweg opeenstapelen van geld "terecht wordt bekritiseerd, want het is oneervol". Aristoteles verwerpt woekering en staat ook negatief tegenover het verwerven van geld door middel van monopolie. In Ethica Nicomachea (ca. 350 v.Chr.) gaat Aristoteles door met zijn behandeling van het gebruik van geld als handelsmiddel, en zijn reflectie op de vraag naar goederen en diensten.

## Middeleeuwen

### Thomas van Aquino

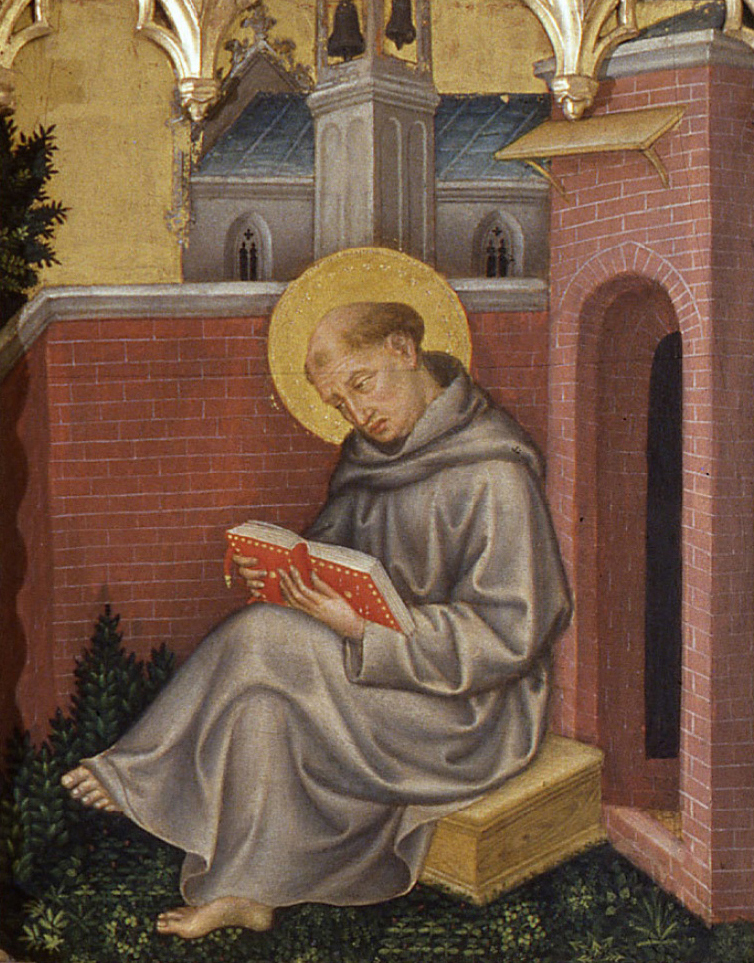
St Thomas van Aquino beargumenteerde dat het verhogen van prijzen in antwoord op hoge vraag een vorm van diefstal was

Thomas van Aquino (1225-1274) was een Italiaans theoloog en een van de eerste schrijvers op het gebied van economische vraagstukken. Hij gaf les in Keulen en Parijs en was onderdeel van een groep Katholieke wetenschappers bekend als de Scholastiek, die als eerste naast theologie weer filosofie en natuurwetenschappen bestudeerden. In zijn werk Summa Theologica behandelt Thomas van Aquino het concept juiste prijs als een benodigdheid voor de herinstallatie van sociale orde. Gelijkheden vertonend met het moderne concept van long-runequilibrium, een juiste prijs was een prijs die net genoeg was om de kosten van productie te betalen, inclusief die benodigd om de producent en zijn familie te onderhouden. Thomas van Aquino was van mening dat het immoreel was voor verkopers om de prijs van een goed te verhogen om als de vraag hoger was dan het aanbod.
"Als iemand geholpen kan worden door iets dat in het bezit is van iemand anders, en de verkoper er niet evenzeer van verliest, moet de verkoper niet verkopen voor een hogere prijs: want het nut dat naar de koper gaat komt niet van de verkoper, maar van de staat van behoefte van de koper: niemand zou iets moeten verkopen dat niet van hem is."
Thomas van Aquino behandelt een verscheidenheid aan onderwerpen in de vorm van vraag en antwoord, substantiële onderdelen daarvan houden zich bezig met de theorie van Aristoteles. Vraag 77 en 78 gaan over economische zaken, voornamelijk relaterende aan wat een juiste prijs is en de eerlijkheid van een verkoper die kapotte goederen van de hand doet. Thomas van Aquino was tegen elke vorm van valsspelerij en raadde aan dat compensatie altijd werd betaald voor goede dienstverlening. Waar menselijke wetten geen sancties konden toepassen op oneerlijk gedrag, kon goddelijke wet dat wel.

### John Duns Scotus
Een van Thomas van Aquino's voornaamste critici was Duns Scotus (1265-1308) in zijn werk Sententiae (1295). Duns Scotus, oorspronkelijk uit Duns, Schotland, gaf les in Oxford, Keulen en Parijs. Hij was van mening dat het mogelijk was om preciezer te zijn dan Thomas van Aquino in het berekenen van een juiste prijs door het benadrukken van de kosten van arbeid en uitgaven – alhoewel hij inzag dat die laatste overdreven zou kunnen worden. Omdat koper en verkoper vaak verschillende ideeën hebben over wat een juiste prijs inhoudt, dacht hij dat een overeengekomen prijs vaak een "gift" element had van allebei de partijen, een vroege voorloper van het idee dat handelstransacties win-winsituaties zijn. Als mensen geen profijt hebben bij een transactie, zo dacht Scotus, dan zouden ze die niet afsluiten. Scotus verdedigde op deze manier handelaren als beoefenaars van een nodig en nuttige functie, het transporteren en beschikbaar maken van goederen voor het publiek.

## Renaissance en Moderne Tijd

### School van Salamanca
Aan het begin van de moderne tijd dachten de theologen en juristen van de Salamanca School na over vele aspecten van het economische leven, die zij, in tegenstelling tot de protestanten, beschouwden als noodzakelijkerwijs verbonden met de christelijke moraal. Dit betekent echter niet dat deze leden geen nieuwe standpunten innamen en soms in strijd waren met oude christelijke doctrines, zoals bewezen door de validatie van woeker door Martín de Azpilcueta en Lessius of de verdediging van het drievoudige contract door laatstgenoemde.
Met hun reflecties over contractrecht en eerlijkheid in ruil werden de leden van de School van Salamanca vaak geconfronteerd met het concept van waarde. Zo observeerde Martín de Azpilcueta het effect van de aankomst van Amerikaans zilver en goud in Spanje, namelijk de vermindering van hun waarden en de stijging van de prijzen, en stelde hij het idee van een waardeschaarste vast, de eerste vorm van de kwantiteitstheorie van het geld.
De juiste prijs van iets, die het principe van commutatieve rechtvaardigheid respecteert, hangt af van veel factoren. Het heeft een zekere speelruimte omdat het niet het resultaat is van Gods wil of van arbeid, maar van de gemeenschappelijke schatting van het volk (communis aestimatio hominum).
Zoals Friedrich Hayek echter heeft geschreven, volgde de school dit idee zelden systematisch door. Zijn leden dachten dat autoriteiten soms moesten ingrijpen en prijzen moesten controleren, vooral in monopoliegevallen of voor basisproducten. De mogelijkheid van economisch interventionisme, arbitrista genoemd, werd niet unaniem geaccepteerd: sommigen vonden dat de prins die zich bezighoudt met het algemeen belang betrouwbaarder is dan hebzuchtige handelaren, zoals Domingo de Soto en Tomás de Mercado, terwijl anderen, zoals Luis de Molina, Leonardus Lessius of Juan de Lugo, vonden dat elke interventie van de autoriteiten ongepast was vanwege de corruptie en het cliëntelisme dat het zou creëren.

### Mercantilisten

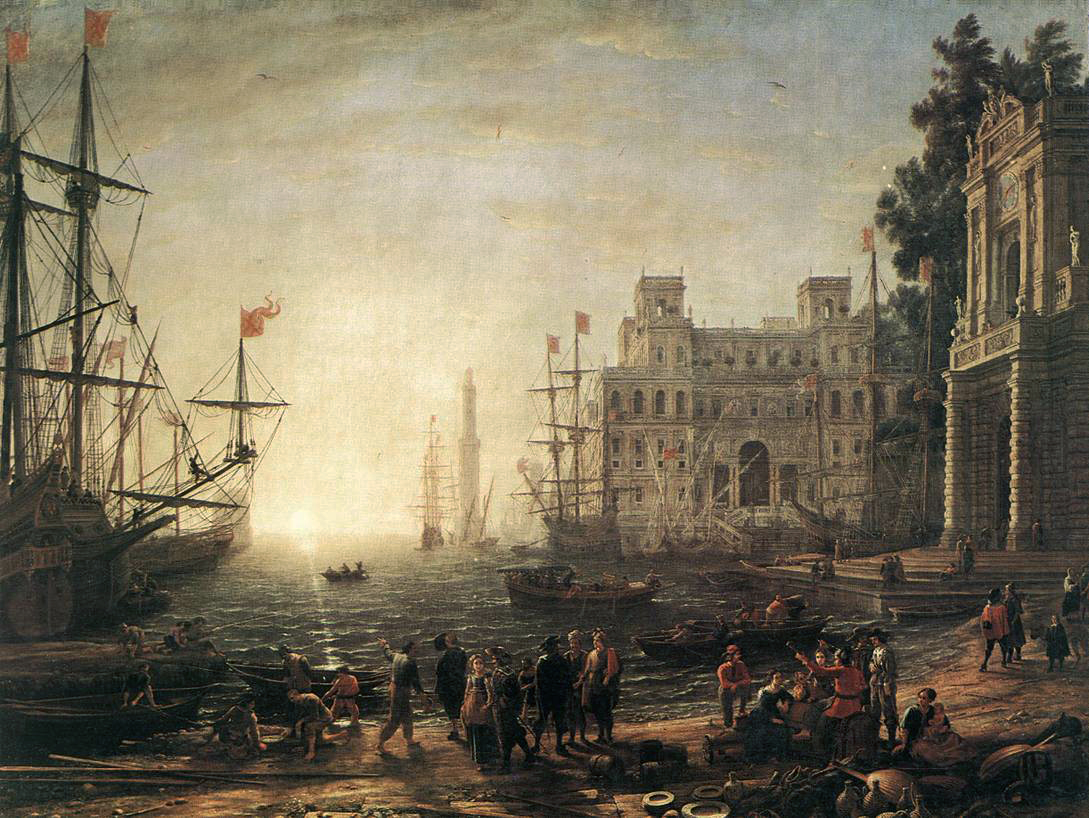
Een schilderij van een Franse haven van 1638, in de hoogtijdagen van het mercantilisme.

Vanuit het localisme van de middeleeuwen, en de tanende macht van de feudale heren, ontstond een nieuw nationaal economisch systeem. Door de ontdekkingsreizen, zoals die van Christoffel Columbus, openden zich vanaf 1492 nieuwe handelsmogelijkheden met Azië en de nieuwe wereld. De nieuwe machtige vorstendommen van Europa wilden een machtige staat om hun status te verstevigen. Het mercantilisme was een politieke beweging en economische theorie die bepleitte dat een staat militaire macht diende te gebruiken om zich te verzekeren van lokale markten en aanbodsbronnen. Toltarieven konden worden gebruikt om export te stimuleren (wat betekende dat meer geld het land binnenkwam) en om import te ontmoedigen (waardoor geld het land weer zou verlaten). In andere woorden betekende dit dat een land een positieve handelsbalans diende te handhaven, dus met een exportoverschot. De term mercantilisme zelf werd pas in 1763 voor het eerst gebruikt door Victor de Riqueti, de markies de Mirabeau en kreeg bekendheid door Adam Smith, die zich sterk verzette tegen deze ideeën.

#### Thomas Mun
De Engelse zakenman Thomas Mun (1571-1641) vertegenwoordigde het vroege mercantilisme in zijn boek England's Treasure by Foreign Trade. Alhoewel het pas in 1663 werd gepubliceerd, circuleerde het al een tijd als manuscript. Mun was lid van de Britse East India Company en schreef over zijn ervaringen in A Discourse of Trade from England unto the East Indies (1621). Volgens Mun was handel de enige manier om de nationale rijkdom van Engeland te vergroten en hij stelde verschillende manieren voor in navolging daarvan. Belangrijk was sobere binnenlandse consumptie om het aantal goederen beschikbaar voor de export te vergroten, een toenemend gebruik van het beschikbare land en van andere binnenlandse natuurlijke grondstoffen om importbenodigdheden te verkleinen, het verlagen van exportbelastingen op goederen gemaakt in het binnenland van buitenlandse materialen, en het exporteren van goederen met inelastische vraag, zodat meer geld verdiend kon worden met hogere prijzen.

#### Philipp von Hörnigk

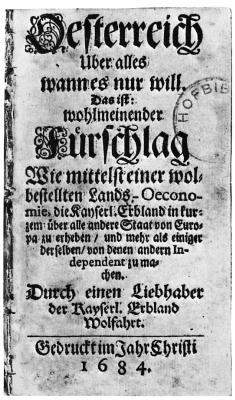
The titelpagina van Philipp von Hörnigks stelling van mercantilistische filosofie

Philipp von Hörnigk (1640-1712, soms gespeld als Hornick of Horneck) werd geboren in Frankfurt am Main en werd een Oostenrijkse ambtenaar schrijvende in een tijd waarin zijn land constant bedreigd werd door Turkse invasie. In Österreich Über Alles, Wenn Sie Nur Will (1684, Oostenrijk boven alles, als ze maar wil) zette hij een van de duidelijkste stellingen uiteen van mercantilistisch beleid. Hij stelde negen principale regels voor de nationale economie vast.
"Het met de grootste zorg inspecteren van des lands bodem, om de landbouwmogelijkheden van geen klein hoekje of stukje aarde onoverwogen te laten ... Alle handelswaren die gevonden worden in een land, en die niet in hun natuurlijke staat gebruikt kunnen worden, moeten worden bewerkt binnen het land ... Aandacht moet worden geschonken aan de bevolking, dat die zo groot moge zijn als het land kan onderhouden ... goud en zilver, zodra in het land, mogen onder geen voorwendsel en voor geen enkel doel het land meer verlaten ... De inwoners moeten hun best doen om genoegen te doen met binnenlandse producten ... Buitenlandse handelswaar moeten niet gekocht worden voor goud of zilver, maar in ruil voor andere binnenlandse producten ... en moeten geïmporteerd worden in onafgemaakte vorm, en bewerkt worden binnenslands. Mogelijkheden moeten dag en nacht gezocht worden voor het verkopen van 's lands overtollige goederen aan buitenlanders in afgewerkte vorm. Imports zouden onder geen voorwendsel mogen worden toegestaan van goederen waarvan ook voldoende aanbod en kwaliteit thuis is."
Nationalisme, zelftoereikendheid en nationale macht waren de belangrijkste voorgestelde beleidsbeginselen.

#### Jean Baptiste Colbert
Jean Baptiste Colbert (1619-1683) was minister van Financiën onder koning Lodewijk XIV van Frankrijk. Hij zette nationale gildes op voor het reguleren van de belangrijke industrieën. Zijden, linnen, tapijten, meubelmakerij en wijn zijn voorbeelden van de ambachten waarin Frankrijk zich specialiseerde, voor al deze ambachten was gildelidmaatschap noodzakelijk om deze ambachten uit te mogen voeren. Dit bleef zo tot de Franse Revolutie. Volgens Colbert was het "simpelweg, en alleen, de hoeveelheid geld in een land die het verschil maakt in grandeur en macht."

## De Britse Verlichting
In de 17e eeuw ging Groot-Brittannië door een van zijn roerigste periodes en moest het niet alleen politieke en religieuze verdelingen trotseren tijdens de Engelse Burgeroorlog, de executie van koning Karel I en de dictatuur van Oliver Cromwell, maar ook de grote pestepidemie en de Grote brand van Londen. De monarchie werd gerestaureerd onder Karel II, die katholieke sympathieën had, maar zijn opvolger koning Jacobus II werd al snel de laan uitgestuurd. De Nederlandse protestant Willem van Oranje en Mary werden uitgenodigd zijn plek in te nemen, en gaven goedkeuring aan de Bill of Rights van 1689 waarmee de dominantie van het Engelse parlement in de Glorious Revolution gewaarborgd was. Tijdens al deze onrust werden verschillende grote wetenschappelijke vorderingen gemaakt, waaronder Robert Boyles ontdekking van de gasdrukconstante (1660) en Sir Isaac Newtons publicatie van Philosophiae Naturalis Principia Mathematica (1687), die de drie bewegingswetten en zijn wet van de zwaartekracht beschreef. Al deze factoren gaven een stimulans aan de ontwikkeling van de economie. Richard Cantillon (1680-1734) bijvoorbeeld, paste Newtons krachten van traagheid en zwaartekracht van de natuurkundige wereld toe op het menselijke reden en marktcompetitie in de economische wereld. In zijn Essay on the Nature of Commerce in General, was hij van mening dat rationeel eigenbelang in een systeem van vrij aanpasbare markten zou leiden tot orde en wederzijds verenigbare prijzen. In tegenstelling tot mercantilistische denkers was hij echter van mening dat rijkdom niet gevonden werd in handel maar in menselijke arbeid. De eerste persoon die deze ideeën in een politiek raamwerk zou samenvoegen was John Locke.

### John Locke

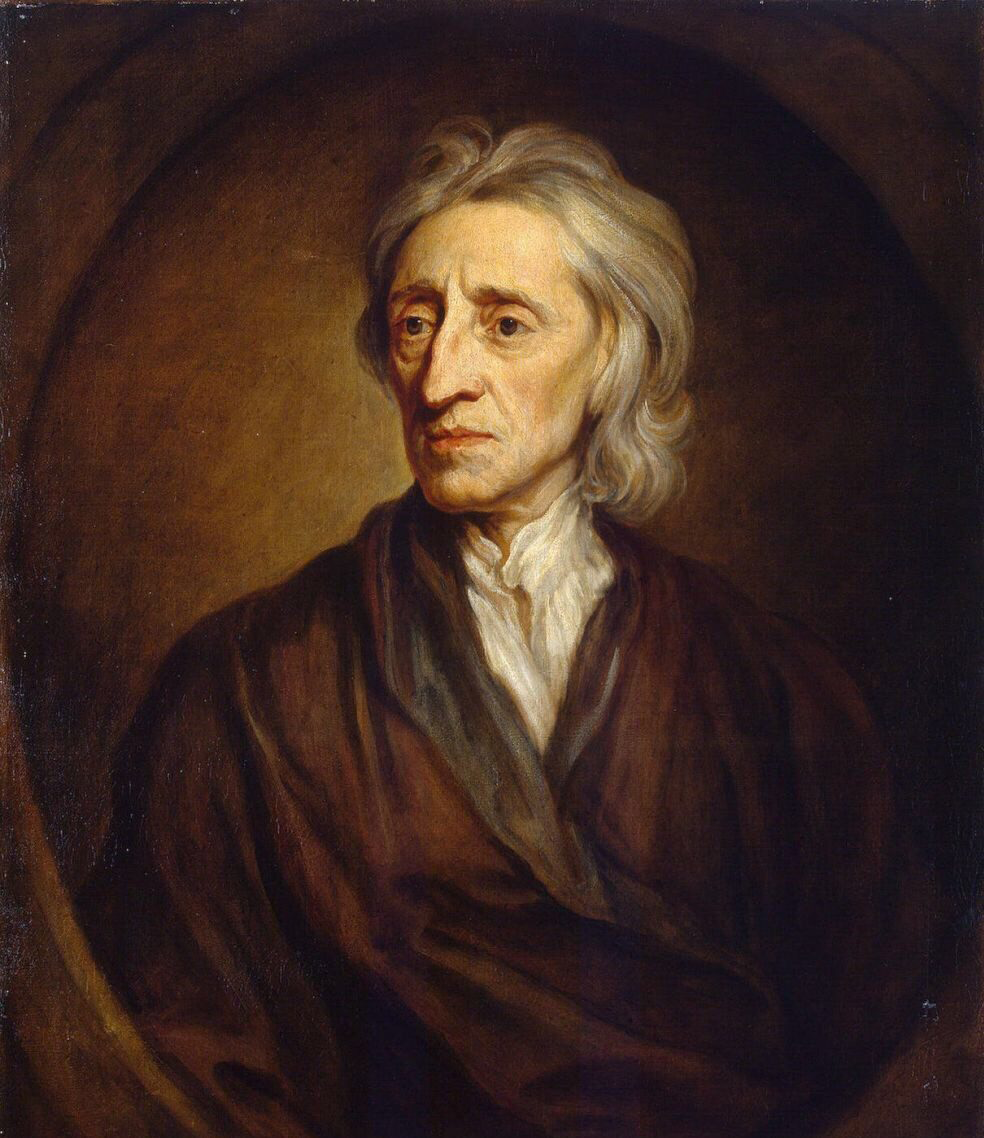
John Locke combineerde filosofie, politiek en economie in een samenhangend raamwerk

John Locke (1632-1704) werd geboren in de buurt van Bristol en studeerde in Londen en Oxford. Hij wordt gezien als een van de belangrijkste filosofen van zijn tijd, voornamelijk voor zijn kritiek op Thomas Hobbes' verdediging van het absolutisme en de ontwikkeling van sociaal contract theorie in de Leviathan (1651). Locke geloofde dat mensen een "contract" aangingen met een maatschappij die verplicht was hun rechten en eigendommen te beschermen. Hij definieerde eigendom heel breed en deze term bevatte ook onder meer mensen hun leven, hun vrijheden, en hun rijkdom. Wanneer mensen hun arbeid combineerden met de omgeving, creëerden zij eigendomsrechten. In Lockes woorden in zijn Second Treatise on Civil Government (1689),
"God heeft de wereld gegeven aan de mens in gemeenschap ... Maar elke man heeft een eigendom in zijn eigen persoon. We kunnen zeggen dat het werk van zijn lichaam en het werk van zijn handen echt van hem zijn. Wat het dan ook is, dan, dat hij haalt uit de staat die de natuur voorziet, en mengt met zijn arbeid, en aangesloten met iets dat van hem is, wordt het zijn eigendom."
Locke was van mening dat de overheid niet alleen moest ophouden met het zich mengen in de eigendommen van mensen (of hun "levens, vrijheden, en land") maar ze zou ook positief moeten bijdragen aan hun bescherming. Zijn visie op prijs en geld werden ontvouwd in een brief aan een lid van het parlement in 1691 genaamd Some Considerations on the Consequences of the Lowering of Interest and the Raising of the Value of Money (1691). Hier beargumenteert Locke dat de "prijs van een goed stijgt of daalt, afhankelijk van de proportie van kopers en verkopers", een regel die "universeel standhoudt en alle dingen die in koop en verkoop zijn."

### Dudley North

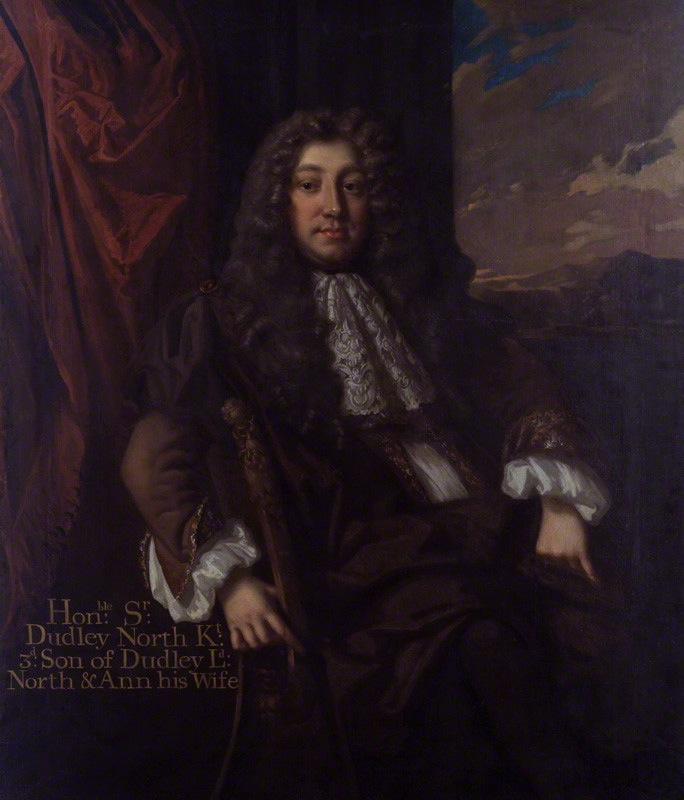
Dudley North was van mening dat de resultaten van mercantilistisch beleid ongewenst zouden zijn

Dudley North (1641-1691) was een rijke koopman en landeigenaar. Hij werkte als voor de Hare Majesteits Treasury en was tegen elke vorm van mercantilistisch beleid. In zijn Discourses upon trade (1691), dat hij anoniem publiceerde, beargumenteerde hij dat de aanname van de noodzaak van een positieve handelsbalans verkeerd was. Handel, zo zei hij, was goed voor beide partijen, bevorderde specialisatie, de verdeling van arbeid, en produceerde een groei in rijkdom voor iedereen. De regulering van handel zat deze voordelen in de weg en reduceerde inkomsten en rijkdom.

### David Hume
David Hume (1711-1776) was het eens met Norths filosofie en verwierp de mercantilistische aannames. Zijn bijdrages werden vastgelegd in Political Discourses (1752), en later versterkt in zijn Essays, Moral, Political, Literary (1777). Naast het feit dat het ongewenst was een positieve handelsbalans na te streven, is het, zo zei Hume, ook nog eens onmogelijk. Hume was van mening dat elk exportoverschot dat gehaald zou kunnen worden, zou moeten worden betaald door import van goud en zilver. Dit zou dan weer de geldhoeveelheid vergroten en prijzen verhogen. Als gevolg hiervan zou de export verminderen tot de balans met de import weer hersteld is. Dit noemde Hume het Price specie flow mechanisme.

## De inkomenscirculatie

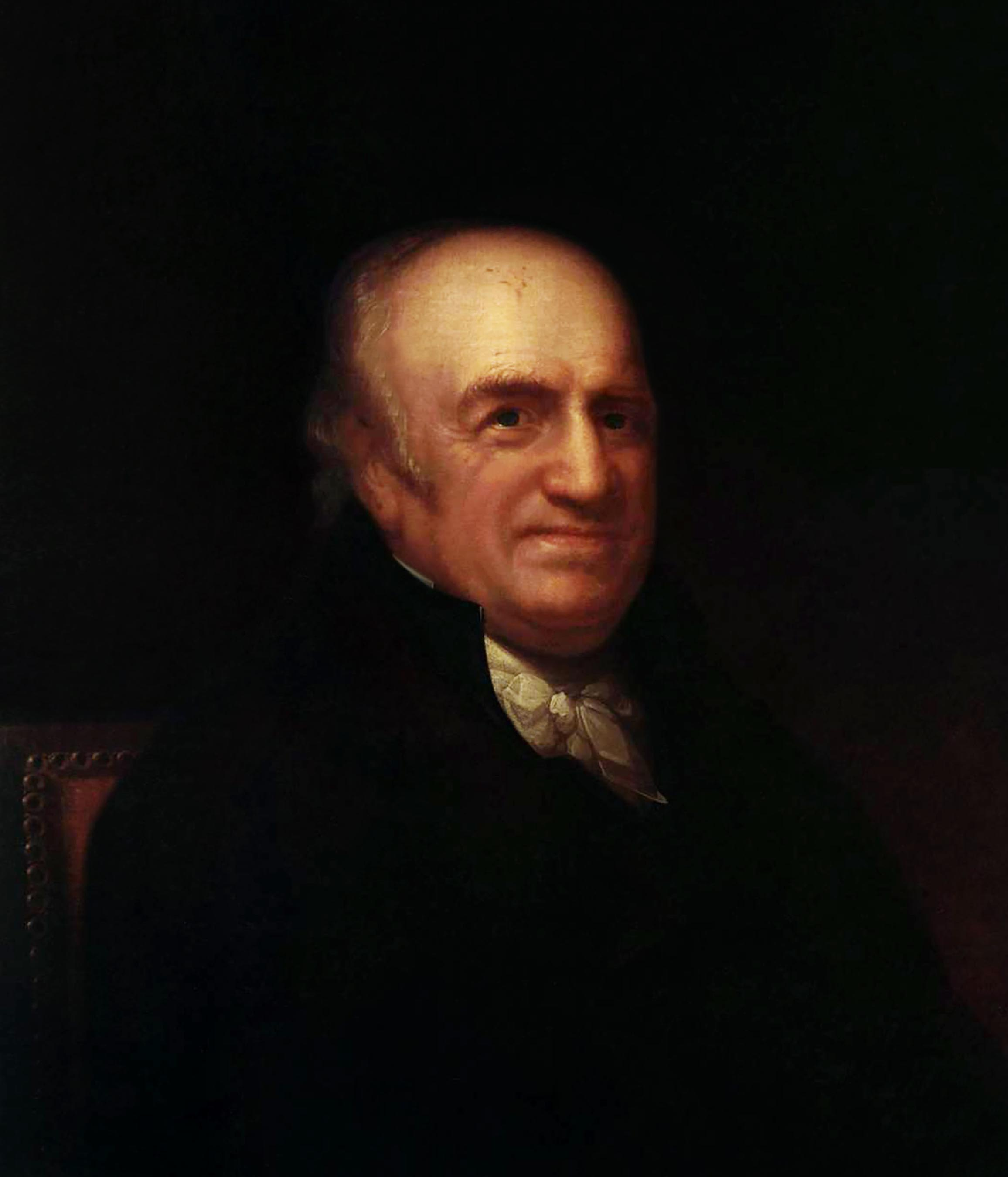
Pierre Samuel du Pont de Nemours, een prominent fysiocraat, bepleitte in zijn boek, la Physiocratie lage tolbelastingen en vrijhandel

Ongelukkig met de door het mercantilisme geïnspireerde regulering van handelsrechten, wordt de Fransman met de naam Vincent de Gournay (1712-1759) verondersteld zich te hebben afgevraagd waarom het zo moeilijk was om te laisser faire, laisser passer (vrijhandel, vrij ondernemerschap). Hij was een van de vroege Fysiocraten, een woord uit het Grieks betekenend "bestuur van natuur", die van mening waren dat landbouw de bron van rijkdom was. Zoals geschiedkundige David B. Danbom schreef, de Fysiocraten "verdoemden steden voor hun artificialiteit en prezen meer natuurlijke stijlen van leven. Ze eerden boeren." Tegen het eind van de zeventiende en het begin van de 18e eeuw werden grote wetenschappelijke stappen gezet op het gebied van natuurwetenschappen en anatomie, waaronder de ontdekking van bloedcirculatie door het menselijk lichaam. Dit concept weerspiegelde zich in de economische theorie van de Fysiocraten, met de notie van een circulatie van inkomen door de economie.

### François Quesnay
François Quesnay (1694-1774) was dokter aan het hof van koning Lodewijk XV van Frankrijk. Hij geloofde dat handel en industrie niet de bronnen van rijkdom waren, en in zijn boek Tableau économique (1758) beargumenteerde hij dat landbouwoverschotten, die door de economie stroomden in de vorm van winst, salaris en huur, de echte bron van economische ontwikkeling was. Ten eerste, zei Quesnay, verhinderde regulering de stroom van inkomen door alle sociale klassen en daardoor economische ontwikkeling. Ten tweede, belasting op de productieve klassen, zoals de boeren, zou moeten worden verlicht en moeten worden toegepast op de onproductieve klassen, zoals de grondbezitters, aangezien hun luxueuze levensstijl de inkomenscirculatie tegenzit.

### Jacques Turgot
Jacques Turgot (1727-1781) werd geboren in Parijs uit een oude Normandische familie. Zijn bekendste werk, Réflexions sur la formation et la distribution des richesses (1766, Reflecties op de Vorming en Distributie van Rijkdom) verder ontwikkelde Quesnays theorie dat land de enige bron van rijkdom is. Turgot zag de maatschappij in termen van drie klassen: de productieve landbouwklasse, de betaalde ambachtsman (classe stipendice) en de grondbezitters (classe disponible). Hij was van mening dat belasting alleen betaald zou moeten worden over het netto product van land en bepleitte de complete vrijheid van handel en industrie. In augustus 1774, werd Turgot aangesteld als minister van financiën en introduceerde binnen twee jaar tijd vele antimercantilistische en antifeudale maatregelen gesteund door de koning. Een verklaring van zijn leidende principes, gegeven aan de koning, waren "geen faillissement, geen belasting, geen lening". Turgots ultieme wens was het heffen van een belasting op land en het opheffen van alle andere indirecte belastingen, maar maatregelen die hij daarvoor al introduceerde kampten met overweldigende tegenstand van landeigenaren. Er waren twee edicts die vooral veel invloedrijke tegenstand vergaarden, een was het onderdrukken van loondienst, de ander het opschorten van de privileges van gildes. In 1776 werd hij gedwongen af te treden.

## The Wealth of Nations

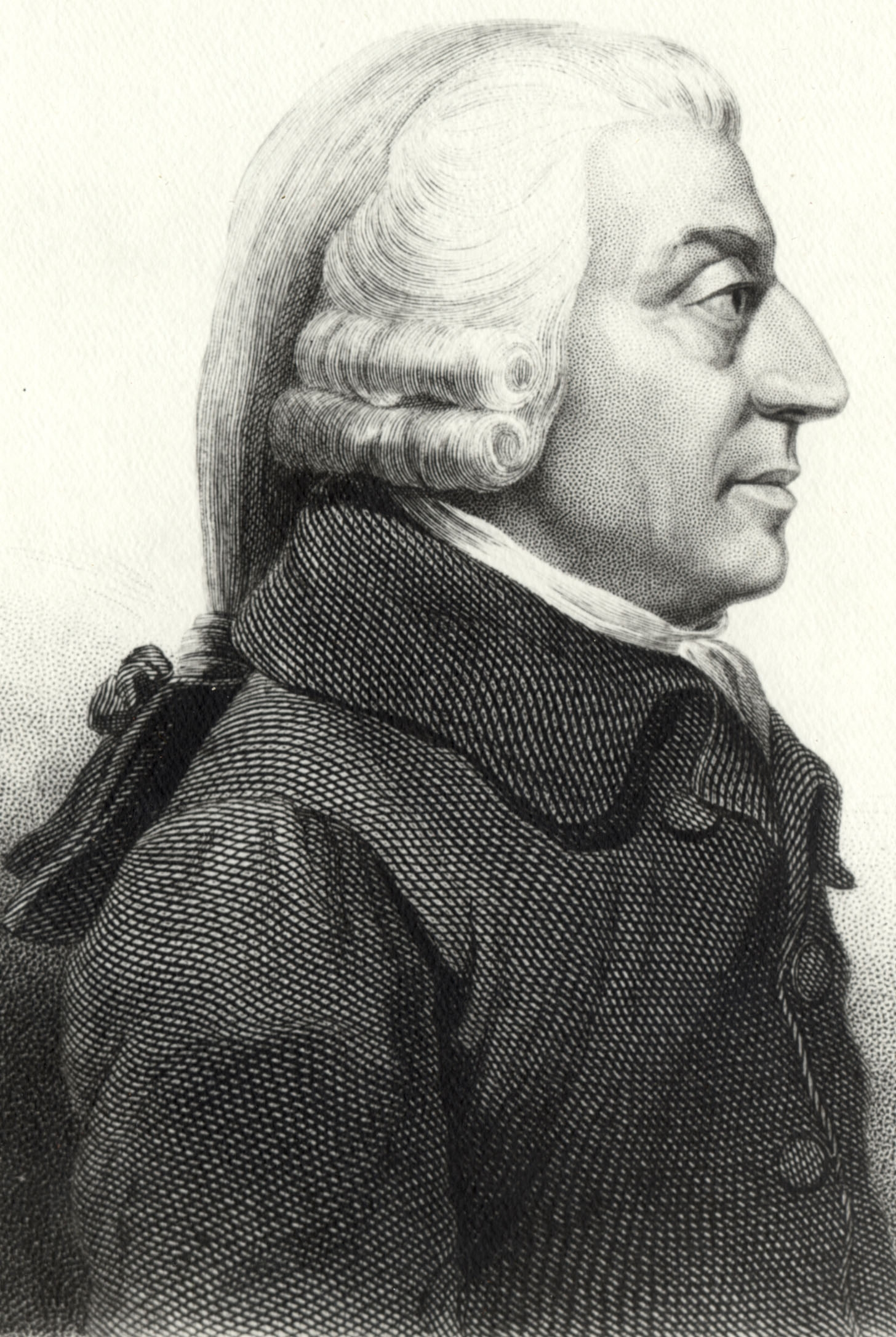
Adam Smith, de vader van de moderne politieke economie

Adam Smith (1723-1790) wordt veelal gezien als de vader van de moderne politieke economie. De publicatie van zijn An Inquiry Into the Nature and Causes of the Wealth of Nations in 1776 gebeurde toevallig tegelijkertijd met niet alleen de Amerikaanse Revolutie, kort voor de onrustigheden in Europa omtrent de Franse Revolutie, maar ook met de opkomst van een nieuwe industriële revolutie die het mogelijk maakte rijkdom te creëren op een grotere schaal dan ooit tevoren. Smith was een Schotse moraalfilosoof, met als eerste belangrijke werk The Theory of Moral Sentiments (1759). Hij was van mening dat het ethische systeem van iemand zich ontwikkelt door persoonlijke relaties met andere individuen en dat goed en slecht werden opgemerkt door de reacties van anderen op iemands gedrag. Door deze theorie vergaarde Smith meer populariteit dan zijn volgende bekende werk The Wealth of Nations, dat door het algemene publiek werd genegeerd. Desalniettemin werd Smiths politiek economische magnum opus succesvol in de belangrijke kringen.

### Context

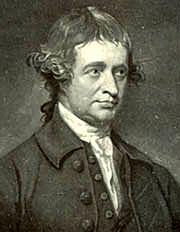
Edmund Burke was een parlementslid waarmee Adam Smith het eens was

William Pitt de Jongere, de Tory Premier van het Verenigd Koninkrijk in de late jaren tachtig van de 18e eeuw, baseerde zijn belastingvoorstellen op de ideeën van Smith en bepleitte vrijhandel en was een toegewijde aanhanger van The Wealth of Nations. Smith werd aangesteld als commissaris van Hare Majesteits Douane en binnen twintig jaar werd Smith gevolgd door een nieuwe generatie schrijvers die van plan waren de wetenschap van politieke economie op te bouwen. Smith zelf sprak zich positief uit over de meningen van Edmund Burke, een bekend politiek filosoof en lid van het parlement.
"Burke is de enige man die ik ooit gekend heb die precies zo denkt over economische onderwerpen als ik zonder dat er enige communicatie tussen ons aan vooraf is gegaan".
Burke was zelf ook een gevestigd politiek econoom, met zijn boek Thoughts and Details on Scarcity. Hij was zeer kritisch of liberale politiek en keurde de Franse Revolutie die begon in 1789 af. In Reflections on the Revolution in France (1790) schreef hij dat "het tijdperk van ridderlijkheid is dood, dat van sofisten, economen en rekenaars heeft het klaar gespeeld, en de glorie van Europa is voor eeuwig gedoofd." Smith beïnvloedde van zijn tijdgenoten onder meer François Quesnay en Jacques Turgot die hij ontmoette tijdens een verblijf in Parijs, en David Hume, zijn Schotse landgenoot. De tijden produceerde een gemeenschappelijke noodzaak bij denkers om de sociale onrustigheden van de Industriële revolutie te verklaren en om te laten zien dat in de schrijnende chaos zonder Europa's feudale en monarchale structuren, nog steeds een bepaalde orde was.

### De onzichtbare hand
Smith beargumenteerde een "systeem van natuurlijke vrijheid" waarin individuele inspanning de producent was van het sociale goed. Smith geloofde dat zelfs de zelfzuchtigen binnen een maatschappij onder bedwang werden gehouden en werkten voor het algemene goed wanneer ze deelnamen aan de competitieve markt. Prijzen zijn vaak niet representatief voor de echte waarde van goederen en diensten. In navolging van John Locke dacht Smith dat de daadwerkelijke waarde van dingen werd ontleend aan de hoeveelheid arbeid die erin zat.
"Iedere man is rijk of arm in naarmate hij zich de noodzakelijkheden, gemakkelijkheden en genoegens van het menselijk leven kan permitteren. Maar nadat de arbeidsdeling goed en wel heeft plaatsgevonden, kan een man zich met zijn eigen arbeid maar een klein deel hiervan bezorgen. Het overgrote deel wordt ontleend aan de arbeid van anderen, en een man moet rijk of arm zijn in naarmate de hoeveelheid arbeid die hij kan gelasten, of die hij zich kan permitteren aan te schaffen. De waarde van een goed, daarom, voor de persoon die het bezit, en die van plan is het niet te gebruiken of consumeren, maar te handelen voor een ander goed, is gelijk aan de hoeveelheid arbeid die hij ermee kan kopen of gelasten. Arbeid, daarom, is de echte meting van de handelbare waarde van een alle goederen. De echte prijs van alles, wat alles echt kost voor de man die het wil aanschaffen, is het gezwoeg en de moeite die het kost om het aan te schaffen."

Als de slagers, de brouwers en de bakkers handelden binnen de grenzen van een openmarkteconomie, zo dacht Smith, drijft hun navolging van hun eigenbelang paradoxaal genoeg het process van het correcteren van echte prijzen naar hun juiste waardes. Zijn klassieke statement over competitie gaat als volgt.
"Wanneer de hoeveelheid van welk goed dan ook dat naar de markt wordt gebracht minder is dan de effectieve vraag, kunnen allen die bereid zijn te betalen, niet in de hoeveelheid van het goed voorzien worden die zij wensen ... Enkelen van hen zullen bereid zijn meer te geven. Een competitie zal beginnen tussen hen en de marktprijs zal omhoog gaan ... Wanneer de hoeveelheid die naar de markt wordt gebracht de effectieve vraag overschrijdt, kan het niet allemaal verkocht worden aan diegenen die bereid zijn de complete waarde van huur, arbeid, en winst te betalen, die moet worden betaald om het daar te krijgen ... De marktprijs zal dalen ..."
Smith geloofde dat de markt produceerde wat hij noemde "progress of opulence". Dit besloeg een schakeling van concepten, dat de arbeidsdeling de drijver is van economische efficiëntie, maar gelimiteerd is aan het wijdende process van markten. Zowel arbeidsdeling en marktwijdening hadden een intensievere accumulatie van kapitaal nodig door ondernemers en bedrijfs- en industriëleiders. Het hele systeem is onderbouwd door het behouden van de bescherming van eigendomsrechten.

### Begrenzingen
Smiths visie van een vrije markt economie, gebaseerd op gelegaliseerd eigendom, kapitaalaccumulatie, openstellen van markten en arbeidsverdeling contrasteerde met de mercantilistische neiging om "al het kwaadaardig menselijk handelen te reguleren." Ten eerste geloofde Smith dat er precies drie legitieme functies van de overheid bestonden. De eerste functie was de bescherming tegen geweld en invasie van andere samenlevingen, en de tweede de bescherming van iedere deelnemer aan de maatschappij tegen onrechtvaardigheid en onderdrukking. De derde functie betrof het economische optreden van de overheid door:
"... het oprichten en in stand houden van bepaalde openbare werken en bepaalde openbare instellingen, die nooit in het belang van een individu of een klein aantal individuen opgezet en onderhouden kan worden ... Elk systeem dat ernaar streeft ... een bepaalde soort industrie een groter aandeel in het kapitaal van de samenleving toe te delen, dan wat natuurlijk is ... vertraagt, in plaats van versnelt, de vooruitgang van de samenleving in de richting van echte rijkdom en grootheid ..."
Naast de noodzaak van publiek leiderschap in bepaalde sectoren, betoogde Smith als tweede, dat kartels ongewenst waren omwille van hun potentieel om de productie en de kwaliteit van goederen en diensten te beperken. Ten derde bekritiseerde Smith de steun van de overheid aan elke vorm van monopolie, die altijd de hoogste prijs berekenen "die uit de kopers geperst kan worden". Het bestaan van monopolies en het potentieel voor kartels, wat later de kern zou vormen van het mededingingsrecht, kunnen de voordelen van de vrije markt verstoren in het voordeel van bedrijven en ten koste van de soevereiniteit van de consument.

## Klassieke economie
De klassieke economen waren voor het eerst als groep aangeduid door Karl Marx. Een grondslag van hun theorieën was de theorie over arbeidswaarde, die contrasteerde met de theorie over de waarde die voortvloeien uit een algemeen evenwicht van vraag en aanbod. Deze economen waren getuigen van de eerste economische en sociale transformatie teweeggebracht door de Industriële Revolutie: ontvolking van het platteland, onzekerheid, armoede, verschijning van een arbeidersklasse. Ze verwonderde zich over de bevolkingsgroei, mede doordat in Groot-Brittannië in die tijd de demografische transitie was begonnen. Ze stelde ook veel fundamentele vragen over de bron van waarde, de oorzaken van economische groei, en de rol van geld in de economie. Ze steunden een vrijemarkteconomie op grond van het argument, dat het een natuurlijk systeem was gebaseerd op vrijheid en eigendom. Deze economen waren echter verdeeld en vormde geen uniforme stroom van denken.
Een opvallende stroming binnen de klassieke economie was de onderconsumptietheorie, zoals voorgesteld door de Birmingham School en Malthus in het begin van de 19e eeuw. Deze pleitte voor overheidsingrijpen om de werkloosheid en de economische malaise te verzachten, en was een intellectuele voorloper van wat vanaf de jaren 1930 het keynesianisme zou worden genoemd. Een andere opvallende school was die van het Manchester kapitalisme, die pleitte voor vrijhandel en tegen het eerdere beleid van het mercantilisme.

## Neoklassiek gedachtegoed
In de jaren 1860 vond er een revolutie in de economische wetenschap plaats. De nieuwe ideeën waren die van de marginalistische school. Gelijktijdig en onafhankelijk van elkaar ontwikkelden de Fransman, Léon Walras, de Oostenrijker Carl Menger en de Brit, William Stanley Jevons nieuwe ideeën. In plaats van de prijs van een goed of dienst als de reflectie te beschouwen van de erin geïncorporeerde arbeid, zagen zij de prijs als een weerspiegeling van het marginale nut van de laatste eenheid gekocht product. Dit betekende dat in evenwicht de preferenties van de consumenten de prijzen bepaalden, waaronder indirect ook de prijs van arbeid.
De neoklassieke stroming bestond uit drie zelfstandig werkende scholen. De school van Lausanne, waarvan Walras en Vilfredo Pareto de twee belangrijkste representanten waren, was het meest wiskundig geïnspireerd en ontwikkelde de theorieën van algemeen evenwicht en optimalisatie. Het belangrijkste geschreven werk van deze school was Walras' Éléments d’économie politique pure. De Cambridgeschool vond zijn ontstaan in 1871 met Jevons' Theory of Political Economy. Deze Britse school heeft de theorieën van het gedeeltelijke evenwicht ontwikkeld en legde meer de nadruk op het feit dat markten ook kunnen falen. De belangrijkste vertegenwoordigers van deze school waren Alfred Marshall, William Stanley Jevons en Arthur Pigou. De Weense school bestond uit de Oostenrijkse economen Menger, Eugen von Böhm-Bawerk en Friedrich von Wieser. Zij ontwikkelden de theorie van het kapitaal en hebben geprobeerd om een verklaring te geven voor het optreden van economische crises. Deze school ontstond in 1871 onder invloed van Mengers Grundsätze der Volkswirthschaftslehre.